# Maghfoor Mansoor
Maghfoor Mansoor (3 de março de 1966 - 11 de maio de 2001) foi um taxista paquistanês, guia turístico e um ex-fugitivo dos Estados Unidos, que esteve na lista dos dez mais procurados pelo FBI. Durante sua onda de crimes, ele cometeu uma variedade de delitos nos Estados Unidos, incluindo agressão sexual, roubo de veículos e outros roubos diversos, causando a morte de uma pessoa em um acidente de carro, enquanto tentava fugir da polícia. Essa onda de crimes terminou em 11 de maio de 2001 em um hotel na cidade de Nova Iorque, quando foi alvejado por disparos de arma de fogo efetuados por agentes da polícia.
Acreditava-se que sua compulsão por jogos tinha sido a motivação para sua vida de crimes, tendo em vista o desespero para obter dinheiro para efetuar mais apostas.
Em 2002, a história sobre sua vida de crimes foi ao ar no seriado Os Arquivos do FBI (The FBI Files), em um episório intitulado "High Stakes."

## Crimes
Mansoor foi procurado ou condenado pelos seguintes crimes:
- Em 1996, foi condenado por abusar sexualmente de uma menina de 14 anos.[6] Passou 6 meses na prisão.[7]
- Em 1997, foi sentenciado a 11 meses de prisão por violar os acordos de uma confissão.[7]
- Sequestrou e abusou sexualmente de uma garota de 17 anos em Las Vegas[6]
- Foi o suspeito de um estupro em Las Vegas, em 1998, porém não chegou a ser processado.[7]
- Participou do roubo no hotel Trump Taj Mahal de $ 500 mil dólares em dinheiro e outros bens valiosos.
- Em 9 de janeiro de 2001, foi procurado por causar a morte de um trabalhador da construção civil em Louisiana.[6] Sua prisão ocorreu enquanto tentava comprar uma passagem no Aeroporto Internacional Louis Armstrong, em Nova Orleans, quando o funcionário suspeitou de Mansoor e alertou a polícia. Abordado por policiais, ele correu para a garagem do aeroporto e roubou o carro de uma mulher que ali estava. Iniciou-se, então, uma perseguição em alta velocidade com o veículo roubado quando atintiu o trabalhador, causando sua morte.[8]

## A Caçada
Durante uma caçada em âmbito nacional pelas autoridades policiais, houve certa dificuldade em identificá-lo e capturá-lo, pois usava um grande número de pseudônimos e disfarces, fazendo da identificação de sua real identidade e nacionalidade um grande desafio para as autoridades policiais.